# Majia Kristalinska
Majia Kristalinska (ros. Майя Кристалинская; ur. 24 lutego 1932 w Moskwie, zm. 19 czerwca 1985 tamże) – radziecka wokalistka estradowa, Zasłużona Artystka RFSRR (1974).

## Życiorys
Była członkiem chóru Centralnego Domu Kolejarzy, którym kierował Izaak Dunajewski. Zajmowała się amatorską twórczością studencką podczas nauki w Moskiewskim Instytucie Lotniczym. W 1957 została laureatem 6 Światowego Festiwalu Młodzieży i Studentów w Moskwie, gdzie wystąpiła z amatorskim zespołem Pierwyje szagi pod kierownictwem Jurija Saulskiego. Swoje występy na estradzie łączyła z pracą w biurze konstrukcyjnym.   
Po koncertach na Zakaukaziu rozpoczęła występy jako profesjonalna wokalistka i solistka orkiestr jazzowych Olega Lundstrema i Adolfa Rosnera. 
Wiele utworów wykonywanych przez Kristalinską stało się przebojami znanymi w całym ZSRR, rekordową pod względem wydanych sningli płytowych (7 000 000 egzemplarzy) była piosenka Andrieja Eszpaja "Dwa brzegi" („My s toboj dwa bieriega”, w Polsce wykonywana m.in. przez Sławę Przybylską i Józefa Ledeckiego, znalazła się w repertuarze wielu wokalistów na całym świecie).  
Ciężka choroba pozbawiła wokalistkę głosu. Umarła w wieku 53 lat, rok po śmierci męża, została pochowana na Cmentarzu Dońskim w Moskwie. 

## Wybrane utwory z repertuaru Majii Kristalinskiej
- Dwa brzegi (My s toboj dwa bieriega, tekst Grigorij Pożenian, muzyka Andriej Eszpaj; utwór na portalu You Tube);
- Nieżnostʹ;
- A snieg idiot;
- Tiszyna;
- Aist;
- Cariewna-Niesmiejana;
- Wozmożno;
- Awgust;
- Ty nie pieczalsia.